# Polgár Géza
Polgár Géza (Maroshévíz, 1931. február 23. – Miskolc, 1987. március 17.) Jászai Mari-díjas magyar színművész.

## Életútja
1959-ben végzett a Színművészeti Akadémián. 1959-től 1967-ig a Miskolci Nemzeti Színház tagja volt. 1967–1970 között csak szerepekre szerződött, 1970-től 1972-ig a veszprémi Petőfi Színház tagja, de játszott Kaposvárott és Szolnokon is. 1972-től 1976-ig a szolnoki Szigligeti Színház, az 1976–77-es évadban a győri Kisfaludy Színház, 1977-től 1979-ig ismét a Szigligeti Színház, 1979-től haláláig újra a Miskolci Nemzeti Színház tagja volt. Noha zenés osztályban végzett, túlnyomórészt prózai szerepekben remekelt. A drámairodalom főszerepeinek sorát játszotta el, robusztus alkatának megfelelő kemény, nyers hősöket. Pályája későbbi szakaszában karakterszerepekben alkotott emlékezeteset. Jászai Mari-díj-as.

## Fontosabb színpadi szereplései
- Arthur Miller: Pillantás a hídról... Marco
- Vszevolod Visnyevszkij: Optimista tragédia... Alekszej
- Madách Imre: Az ember tragédiája... Ádám
- Fejes Endre: Rozsdatemető... ifj. Hábetler János
- Tennessee Williams: A vágy villamosa... Stanley
- William Shakespeare: Othello... Othello
- Bertolt Brecht: A kaukázusi krétakör... Azdak
- John Kander–Fred Ebb: Zorba... Alexis Zorba
- Makszim Gorkij: Éjjeli menedékhely... Színész
- Nyikolaj Gogol: A revizor... A polgármester
- Örkény István: Vérrokonok... Bokor Miklós
- George Bernard Shaw: Pygmaliont... Doolittle
- Makszim Gorkij: Kispolgárok... Tyetyerev
- William Shakespeare: Lear király... Gloster
- Örkény István: Tóték... Tót
- Vörösmarty Mihály: Csongor és Tünde... Fejedelem
- Anton Csehov: Cseresznyéskert... Szimeonov-Piscsik

## Filmjei
| - A harangok Rómába mentek (1958) - Csempészek (1958) - Tegnap (1958) - A harminckilences dandár (1959) - Kölyök (1959) – Császár - Zápor (1960) - Déltől hajnalig (1965) - Sikátor (1966) – Az egyik kocsmai vendég - Egri csillagok 1-2. (1968) – Bojki Tamás - A nagy kék jelzés (1969) - Krebsz, az isten (1969) – Jászonyi - Pokolrév (1969) - Sirokkó (1969) – Szerb anarchista - Virágvasárnap (1969) – Lovascsendőr - Utazás a koponyám körül (1970) – Hentes II. - Hekus lettem (1972) – Lelkész - Romantika (1972) – Nemes - Bekötött szemmel (1974) – Vonatparancsnok - Azonosítás (1975) – Fogadóbizottsági tag - A járvány (1976) – Vicmándy - A kard (1976) – Párttitkár - Talpuk alatt fütyül a szél (1976) – Megyei úr - 80 huszár (1978) – Bíró Mózes - Dübörgő csend (1978) - Lear király (1981) - Vérrokonok (1982) - Hetedik év (1983) – Vízvezeték-szerelő | - Az ember tragédiája (1969) - Régen volt a háború (1969) - Sólyom a sasfészekben 1-4. (1973, tévésorozat) – Varga százados - Írott malaszt (1974) - Férfiak akiket nem szeretnek (1975) - II. Richárd (1975) – Thomas Mowbray, Norfolk hercege - Kék rénszarvasok (1975) - Sztrogoff Mihály (1975, tévésorozat) – Tatár vezér I. (1977-es magyar szinkron) - Zöld dió (1975) - Tizenegy több, mint három (1976) – Szenicei - Békesség, ámen! (1977) – Újságíró - Havannai kihallgatás (1977) - Megtörtént bűnügyek 6-8. (1977, tévésorozat) – Hamar László - Z. szerkesztő emlékezetes esetei (1977) - A nem várt vendég (1978) – Bíró Mózes - Angliai II. Edward élete (1978) - Rab ember fiai (1979) – A fejedelem udvaronca - Sértés (1979 [1982 mozifilmként]) - Fekete rózsa (1980) - Kulcskeresők (1980) - Tessék engem elrabolni… (1980) – Jani, mozdonyvezető, Rózsika néni férje - Az a szép, fényes nap (1981) – Bönge, Gyula barátja - Mint oldott kéve 1-7. (1982) – Kovácsmester - A piac (1983) – Dobrányi, rakodó - T.I.R. (1984) (1987-es magyar szinkron) |

### Szinkron
| Év   | Cím                   | Szereplő    | Színész     | Szinkron év |
| ---- | --------------------- | ----------- | ----------- | ----------- |
| 1966 | Visszatérés az életbe | N/A         | N/A         | 1968        |
| 1979 | Korkedvezmény         | Nagy Sándor | Nagy Sándor | 1979        |